# Пизанская республика

Маркграфство Тоскана в XI веке

Пизанская республика (итал. Repubblica di Pisa) — город-государство в Италии, существовавшее в 1085—1406 годах и затем с 1494 по 1509 годы. Пизанская республика стала первой итальянской морской державой, в XI—XII веках установив свой контроль над Корсикой и Сардинией и основав торговые колонии практически во всех основных портах Средиземного моря. Могущество Пизы основывалось на посреднической торговле, прежде всего с Левантом, Византией и испанскими государствами. К этому периоду относится расцвет пизанского искусства, прежде всего архитектуры. Однако в 1284 году республика потерпела сокрушительное поражение от Генуи в битве при Мелории и была вытеснена с основных средиземноморских рынков. Это привело к началу упадка республики, чему также способствовали неудачи гибеллинской Пизы в войнах с гвельфскими коммунами Тосканы.
В 1406 году Пиза была завоёвана Флоренцией. В условиях начала Итальянских войн в 1494 году в городе началось восстание и была провозглашена независимость республики, однако уже в 1509 году, после многомесячной осады, Пиза капитулировала перед численно превосходящими силами Флоренции. В 1569 году город вошёл в состав Великого герцогства Тосканского.

## Становление и расцвет морской державы (XI—XII вв.)

### Борьба с арабами и образование морской державы
Уже в период византийского и лангобардского господства начался подъём морской торговли городов итальянского побережья. В условиях слабости центральной власти и необходимости организации обороны берегов Италии от внешней угрозы (сначала со стороны Византии, затем — арабов) в этих городах появились первые элементы самостоятельности. Уже к VII веку относятся первые упоминания о наличии военного флота у Пизы: пизанцы помогли папе Григорию I в его войне с византийским экзархом Равенны. В IX веке Пиза стала ведущим портом северной части Тирренского моря, осуществляя торговлю между тосканским побережьем, Сардинией, Корсикой и Провансом. Франкское завоевание включило город в состав империи Карла Великого, что сопровождалось некоторым замедлением экономического развития Пизы, однако после распада империи и складывания маркграфства Тосканы рост морской торговли и политической самостоятельности города вновь ускорился. Город фактически управлялся местными аристократическими семьями, которые очень рано включились в торговую деятельность. Даже пизанский виконт, представитель маркграфа Тосканы в городе, оказался вовлечённым в морскую торговлю, что способствовало ослаблению центральной власти в Пизе. Свидетельством того, что уже к началу XI века Пиза достигла определённой степени автономии, является война 1003 года между Пизой и Луккой — первая зафиксированная в источниках война между двумя итальянскими городами.
К XI веку Пиза превратилась в важный торговый центр, составляющий конкуренцию приморским городам Южной Италии (Амальфи, Неаполю, Бари). Однако главным препятствием для дальнейшего развития морской торговли города стали непрекращающиеся набеги арабов на итальянские и южнофранцузские берега. Борьбу с арабами в Западном Средиземноморье возглавила Пиза. Уже в X веке пизанцы и генуэзцы совместно действовали против арабских кораблей у северо-западного побережья Италии. В 1004 году сарацинам удалось прорваться в Пизу и разрушить один из её кварталов. Набег повторился в 1011 году. После этого Пиза перешла в наступление.
В 1016—1017 годах в союзе с Генуей пизанцы атаковали Сардинию и разгромили находящуюся там базу арабских пиратов. Это позволило основать в юго-восточной части острова небольшое пизанское поселение, ставшей первой колонией и плацдармом для завоевания Сардинии. Местный правитель — юдекс Кальяри — вскоре признал сюзеренитет Пизы. В течение следующих десятилетий пизанский флот неоднократно совершал рейды на арабские поселения в Калабрии и на Сицилии, а в 1035 году разгромил военные соединения сарацин у побережья Северной Африки и захватил Карфаген.
Крупнейшей операцией пизанцев стало нападение в 1063 году на Палермо, в результате которого этот центр арабского господства на Сицилии был полностью разрушен. Богатства, награбленные в Палермо, позволили начать строительство Пизанского собора, позднее ставшего ядром центральной площади города — Кампо-деи-Мираколи.
В 1051—1052 годах пизанский адмирал Якопо Чурини завоевал Корсику, которая в 1077 году, с одобрения папы римского, была объявлена колонией Пизы. Сюзеренитет пизанцев над Корсикой и Сардинией был окончательно подтверждён Урбаном II в 1092 году.
К концу XI века, устранив арабскую угрозу прибрежным регионам Западного Средиземноморья, Пиза стала на некоторое время ведущей морской державой Европы. Её торговые связи охватывали страны от Испании до Леванта, а флот господствовал в Средиземном море. В 1077 году папа Григорий VII утвердил пизанские «Морские законы и обычаи» (итал. Consuetudini di mare) в качестве основного документа, регулирующего нормы морского права европейских государств. Хотя уже в 1060 году началась длительная вражда с Генуей, также претендующей на Сардинию и доминирование на средиземноморских торговых путях, гегемония пизанцев в регионе до начала XII века была неоспоримой.
|  |

### Формирование коммуны
Рост военно-морского влияния позволил Пизе добиться политической независимости от Тосканы. Уже в начале 1080-х годов была образована коммуна горожан, претендующая на участие в управлении городом. Практически сразу коммуна, представляющая интересы торговых кругов Пизы, сконцентрировала в своих руках фактическую власть в городе, оставив епископу и виконту лишь минимум влияния. В борьбе за инвеституру пизанцы оказали поддержку императору Генриху IV против папы, за что в 1081 году получили хартию, предоставившую городу право широкого самоуправления и передавшую власть в Пизе коллегиальным органам коммуны: Совету старейшин и избираемым им консулам. Хотя юридически Пиза оставалась в составе Тосканской марки, к середине 1080-х годов Пизанская республика обрела фактическую независимость, прежде всего в отношении внутреннего управления, внешней политики и организации торговли.
В Пизе ремесленное производство было незначительным и не сопоставимым по обороту с морской торговлей республики. Поэтому в коммуне изначально главную роль играли торговые круги, а ремесленные цехи не приобрели политического влияния. Другой особенностью Пизы была тесная вовлечённость местной аристократии в морскую торговлю, что предопределило аристократический характер ранней коммуны и отсутствие антагонизма между дворянством и купеческой элитой. Хотя в XII веке политическая система Пизы была несколько демократизирована, во главе города встал избираемый из иностранцев подеста́, а к участию в выборах государственных органов были допущены более широкие слои торгово-ремесленных кругов, власть в Пизанской республике сохранилась у аристократии. Во многом благодаря этому Пиза стала одним из главных союзников императора в борьбе гвельфов и гибеллинов, развернувшейся в Италии в XII—XIII веках.

### Участие в крестовых походах
Росту морского могущества Пизы способствовало её участие в крестовых походах. В 1098—1099 годах пизанцы снарядили 120 кораблей, которые перевозили крестоносцев в Палестину и снабжали их армию боеприпасами и провиантам. Пизанские отряды участвовали в боях под Антиохией и наступлении на Иерусалим. Во главе пизанцев стоял архиепископ Дагоберт, который в 1099 году был избран патриархом Иерусалимским. За свою помощь Пиза получила исключительные торговые привилегии в государствах крестоносцев в Палестине и основала колонии в основных портах левантийского побережья: Акре, Яффе, Триполи, Тире. Особенно сильны были позиции пизанцев в Яффе, бо́льшая часть которой была отстроена ими заново. Пизанские колонисты имели право беспошлинной торговли на территориях крестоносцев и свободу от судебной юрисдикции местных правителей. В дальнейшем пизанские колонии в Палестине играли значительную роль в политической борьбе за власть в Иерусалимском королевстве, в частности поддерживали Ги де Лузиньяна против Генриха Шампанского в 1192—1193 годах. Одновременно Пиза не прекращала торговых отношений и с противниками крестоносцев — султанами Египта и Саладином. Фактории пизанцев были основаны также в Александрии и Каире, а в Константинополе византийский император Алексей I Комнин предоставил им особые торговые привилегии. В XII веке численность населения пизанского квартала в Константинополе насчитывала около 1000 человек.
Помимо крестовых походов в Палестину в начале XII века Пиза продолжила борьбу с арабами Западного Средиземноморья. В 1087 году был захвачен и разрушен город Махдия в Тунисе. Спустя несколько лет флот пизанцев участвовал в военных действиях короля Кастилии против валенсийского княжества Сида Кампеадора.
В 1113 году пизанский флот в составе 300 кораблей, поддержанный военными контингентами некоторых других итальянских и провансальских городов, вторгся на Балеарские острова, бывшие в то время владением арабов и разгромил пиратские базы на островах Мальорка и Ивиса. Позднее, в союзе с графом Барселоны Раймоном Беренгаром III, пизанцы воевали с маврами Валенсии, Лериды и Тортосы. Хотя Альморавиды вскоре восстановили контроль над Балеарами, кампании против испанских арабов значительно обогатили Пизанскую республику, а часть средств была направлена на финансирование массированной программы градостроительства в Пизе.

### Завоевание контадо и начало войн с Генуей

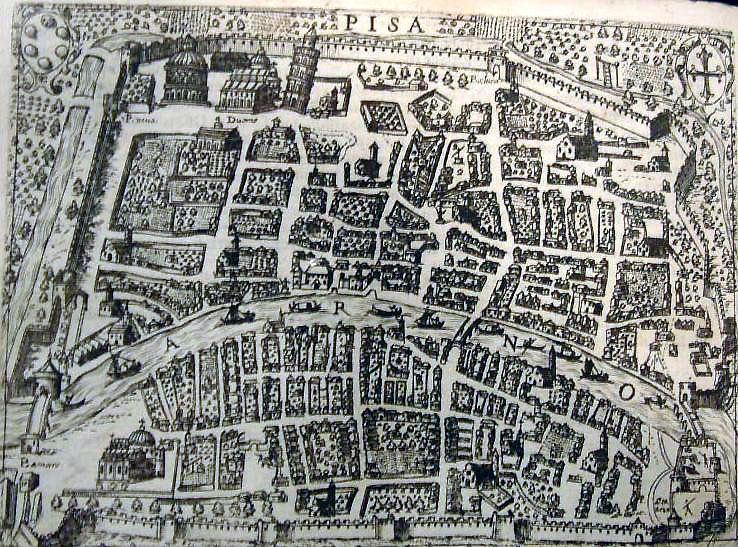
Старинная карта Пизы, XVI век

После смерти маркграфини Матильды в 1115 году центральная власть в Тоскане практически перестала существовать. Многочисленные городские коммуны региона повели борьбу за подчинение сельской округи и местного дворянства. Пиза, обладающая значительным финансовым потенциалом и военными силами, без особых проблем установила свою власть над территорией пизанского контадо.
В 1162—1165 годах император Фридрих I, заинтересованный в поддержке для борьбы с папой, даровал Пизе право свободы торговли по всей Европе и передал республике побережье Тосканы от Портовенере в Лигурии до Чивитавеккьи в Лацио, города Гаэта, Маццарри, Трапани, половину городов Палермо, Мессина, Салерно и Неаполь, а также по одной торговой улице в каждом из городов Сицилийского королевства. Хотя полностью реализовать эти дарения не удалось, Пиза смогла получить контроль над всем побережьем Тосканы, фактически монополизировав морскую торговлю городов центральных областей региона, в том числе и Флоренции.
После завоевания контадо начались конфликты между тосканскими городами. Главным соперником Пизы в XII веке была Лукка, стремящаяся получить доступ к морю и оспаривающая у пизанцев владение над замком Монтиньосо. Два города также соперничали за контроль над важнейшим итальянским торговым и транспортным путём Via Francigena из Рима во Францию. Однако войны с Луккой не принесли значительного успеха пизанцам: на сторону Лукки перешла Флоренция, добившаяся к началу XIII века значительных успехов в развитии промышленности и торговли и установившая гегемонию во внутренних областях Тосканы. В дальнейшем противостояние Флоренции стало центральным моментом всей итальянской политики Пизанской республики.
Усиление позиций Пизы в Западном Средиземноморье вызвало обострение отношений с Генуей. Генуэзцы также участвовали в крестовых походах в Палестину и основали там свои колонии, соперничающие с пизанскими. Рост торговли Пизы с городами Прованса и Лангедока угрожал позициям Генуи в этом регионе. Однако главным объектом противостояния двух республик стали Сардиния и Корсика. Установление сюзеренитета Пизы над островами было оспорено генуэзцами. В ходе войны 1119—1133 годов Генуе удалось немного потеснить позиции Пизы, добившись переподчинения Корсики генуэзскому епископу. Пиза взамен получила от папы римского Иннокентия II ряд новых территорий на юго-востоке Сардинии.
В 1136 году пизанский флот с санкции папы атаковал Амальфи, своего основного торгового соперника в Южной Италии, и разрушил город. Считается, что вместе с богатствами, награбленными пизанцами в Амальфи, они вывезли «Пандекты», сборник законов Юстиниана I, позднее ставший одним из главных источников европейского средневекового права. Разрушение Амальфи явилось кульминацией морского могущества Пизы и свидетельством её гегемонии в Западном Средиземноморье.
Война между Пизой и Генуей возобновилась в 1165 году из-за торговых конфликтов в Южной Франции. Военные действия продолжались до 1175 года и не принесла успеха ни одной из сторон.
Ещё одним регионом, за влияние в котором развернулась борьба между двумя морскими республиками, стала Сицилия. В 1192 году пизанцы захватили Мессину, что вызвало серию столкновений между флотами Пизы и Генуи у берегов Южной Италии, завершившуюся в 1204 году завоеванием генуэзцами Сиракуз. Положение осложнилось с началом понтификата Иннокентия III, который для борьбы с императором заключил тесный союз с Флоренцией и Генуей.
Для сдерживания роста генуэзского влияния в Тирренском море Пиза пошла на сближение с южнофранцузскими и каталонскими портовыми городами, недавно выступившими на арену европейской торговли: Марселем, Нарбонной и Барселоной.
В 1180 году был также заключён договор с Венецией о разделе сфер влияния: Пиза обязывалась не вмешиваться в политику Адриатического бассейна, Венецианская республика — Тирренского. Однако уже вскоре после этого пизанские корабли атаковали венецианский торговый караван, а в Пуле, Задаре, Сплите и Анконе были основаны фактории пизанских купцов. В 1199 году пизанцы заблокировали порт Бриндизи в Апулии, однако в последующем морском сражении они были разбиты венецианским флотом. В 1206 году, наконец, был заключён мирный договор, в соответствии с которым Пиза отказалась от экспансии в Адриатике, сохранив, правда, свои торговые фактории в городах. В дальнейшем позиции Пизы и Венеции сблизились, поскольку для обеих республик главным противником являлась неуклонно усиливающаяся Генуя.

### Культура Пизы в период расцвета

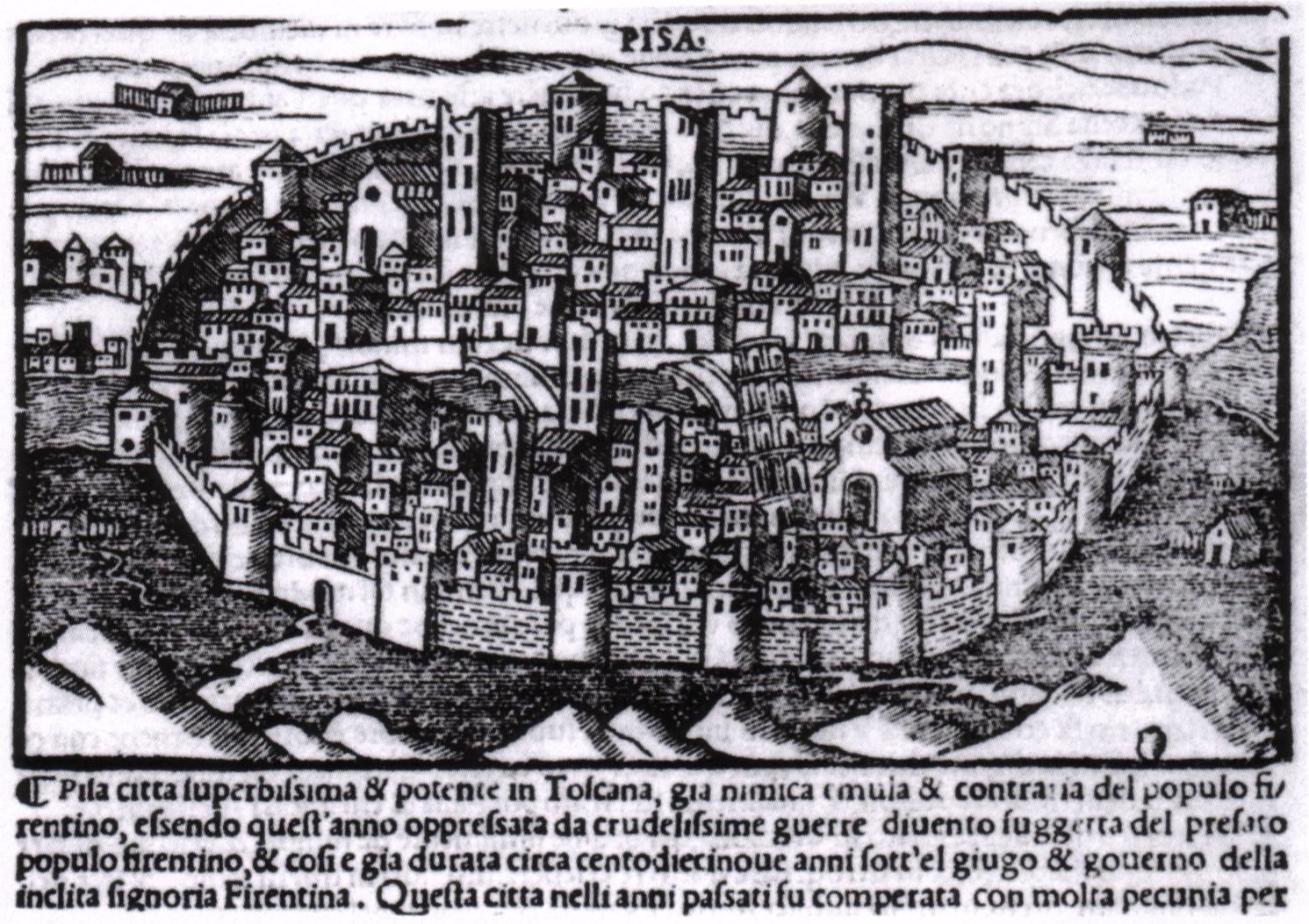
Карта Пизы из издания «Всемирной хроники» Джакомо Филиппо Форести (1540)

Расцвет Пизанской морской державы способствовал бурному развитию средневековой литературы и искусства в республике. Развитие внешнеторговых связей расширяло кругозор её жителей и способствовало зарождению местной литературы и исторической традиции, нашедшим своё выражение в латинской «Истории победных деяний пизанцев» (лат. Gesta triumphalia per Pisanos facta), написанной в 1120-х годах анонимным участником Первого крестового похода, «Пизанской хронике» (лат. Chronicon Pisanum), доведённой до 1136 года, а также «Пизанских анналах» (лат. Annales Pisani), составленных в 1182 году городским нотариусом и судьёй Бернардо Марагоне, продолженных до 1184 года его сыном Салемом.
В XI—XII веках Пиза превратилась в один из основных центров итальянской архитектуры, причём был выработан собственный стиль, отличающийся сочетанием романских, византийских и арабских элементов. Именно в это время в основных чертах сформировался исторический центр Пизы и его ядро — площадь Кампо-деи-Мираколи (итал. Campo dei Miracoli — «Поле чудес»). В 1064 году началось возведение Пизанского кафедрального собора, представляющего собой яркий образец пизанского архитектурного стиля, позднее дополненного готическими и ренессансными деталями. Строительство собора финансировалось в том числе и за счёт богатств, награбленных пизанскими моряками в рейдах на арабские города Средиземноморья. К 1153 году относится начало строительство баптистерия, ставшего крупнейшим в Италии, а в 1173 году — всемирно известной Падающей башни.
Интерьеры кафедрального собора и баптистерия были созданы в XIII веке ведущими итальянскими скульпторами той эпохи — уроженцами Пизы Николо и Джованни Пизано. Проникновение в XIII веке готического стиля в архитектуру Пизы ознаменовалось сооружением таких выдающихся памятников, как церковь Санта-Мария-делла-Спина, церкви Сан-Франческо и Сан-Никола, здание кладбища Кампосанто, возведённого под руководством пизанского зодчего Джованни ди Симоне. Он же продолжил строительство Пизанской башни.
Расцвет искусства в Пизе был прерван в 1284 году разгромом и гибелью флота республики в битве при Мелории и последующим крахом пизанской морской державы.

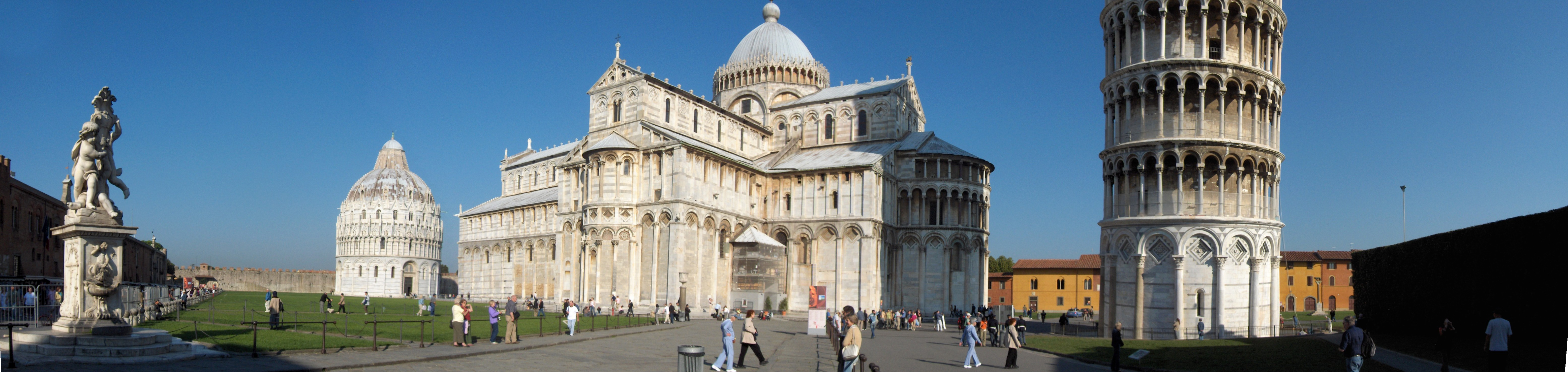
Площадь Кампо-деи-Мираколи в Пизе

## Борьба гвельфов и гибеллинов и крах морской державы (XIII век)

### Внешняя политика гибеллинской Пизы

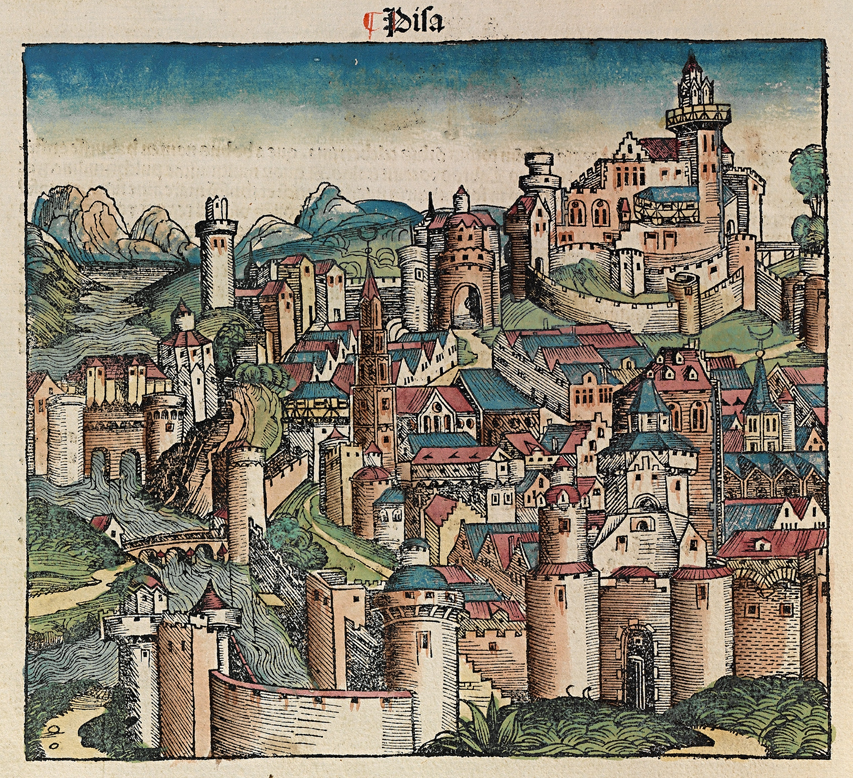
Пиза. Ксилография из «Нюрнбергской хроники» (1493)

Внешняя политика Пизанской республики в Европе с XI века опиралась на союз с императором Священной Римской империи. Именно император гарантировал независимость и торговые привилегии республики и оказывал ей поддержку против соседних коммун, ориентировавшихся на папу римского. С обострением борьбы гвельфов и гибеллинов в Европе в первой половине XIII века Пиза стала главной базой гибеллинской партии в Центральной Италии.
В 1220 году Фридрих II подтвердил власть Пизы над тосканским побережьем, что вызвало резкое недовольство Генуи, Флоренции, Лукки и других соседних гвельфских коммун. Луккские и флорентийские войска вторглись на территорию пизанского контадо и одержали победу при Кастель-дель-Боско. Однако уже в 1228 году пизанцы захватили территорию Гарфаньяны, разбив армию гвельфов. В то же время республика предоставила императору несколько десятков кораблей для его экспедиции в Палестину.
В 1241 году объединённый пизанско-имперский флот под командованием Энцо Сардинского наголову разгромил папско-генуэзский флот у острова Джильо, пленив при этом более тысячи человек, включая двух кардиналов и епископа. Это привело к отлучению Пизы от церкви на несколько лет (до 1257 года), однако позволило республике перейти в наступление: были завоёваны новые земли на Корсике и Сардинии, а в 1243 году осаждена Генуя. Война с генуэзцами за Сардинию завершилась к 1259 году укреплением пизанского контроля над островом.

### Развитие системы управления
Рост торговли, усложнение социальной системы и обострение внешнего положения Пизанской республики в начале XIII века привёл к появлению нового института государственной власти: в 1234 году главой государства стал капитан народа — военачальник, избираемый из членов торговых гильдий и ремесленных цехов. Коллегия консулов сохранилась, однако отошла на второй план в системе администрации, уступив позиции капитану. Однако в отличие от других коммун Средней и Северной Италии система капитаната в Пизе не отличалась устойчивостью из-за слабости пизанских цехов. Фактически власть продолжала оставаться в руках городского нобилитета. Однако под влиянием борьбы гвельфов и гибеллинов в среде правящей элиты началось жёсткое противостояние. Враждующие фракции возглавляли семьи делла Герардеска, ориентирующиеся на императора, и Висконти, симпатизирующие гвельфам. Попытки императора Фридриха II примирить конфликтующие семьи не увенчались успехом. Междоусобицы между аристократами создали условия для прихода к власти пополанов. В 1254 году в Пизе вспыхнуло восстание средних слоёв населения, завершившееся учреждением особой коллегии Старейшин народа, состоящей из двенадцати представителей торгово-ремесленных цехов, и взявшей на себя функции правительства республики. Кроме того были сформированы новые советы депутатов цехов и территориальных органов пополанов, которые получили право утверждать законы, принимаемые аристократическими Большим советом и Сенатом.

### Крах морского могущества Пизы

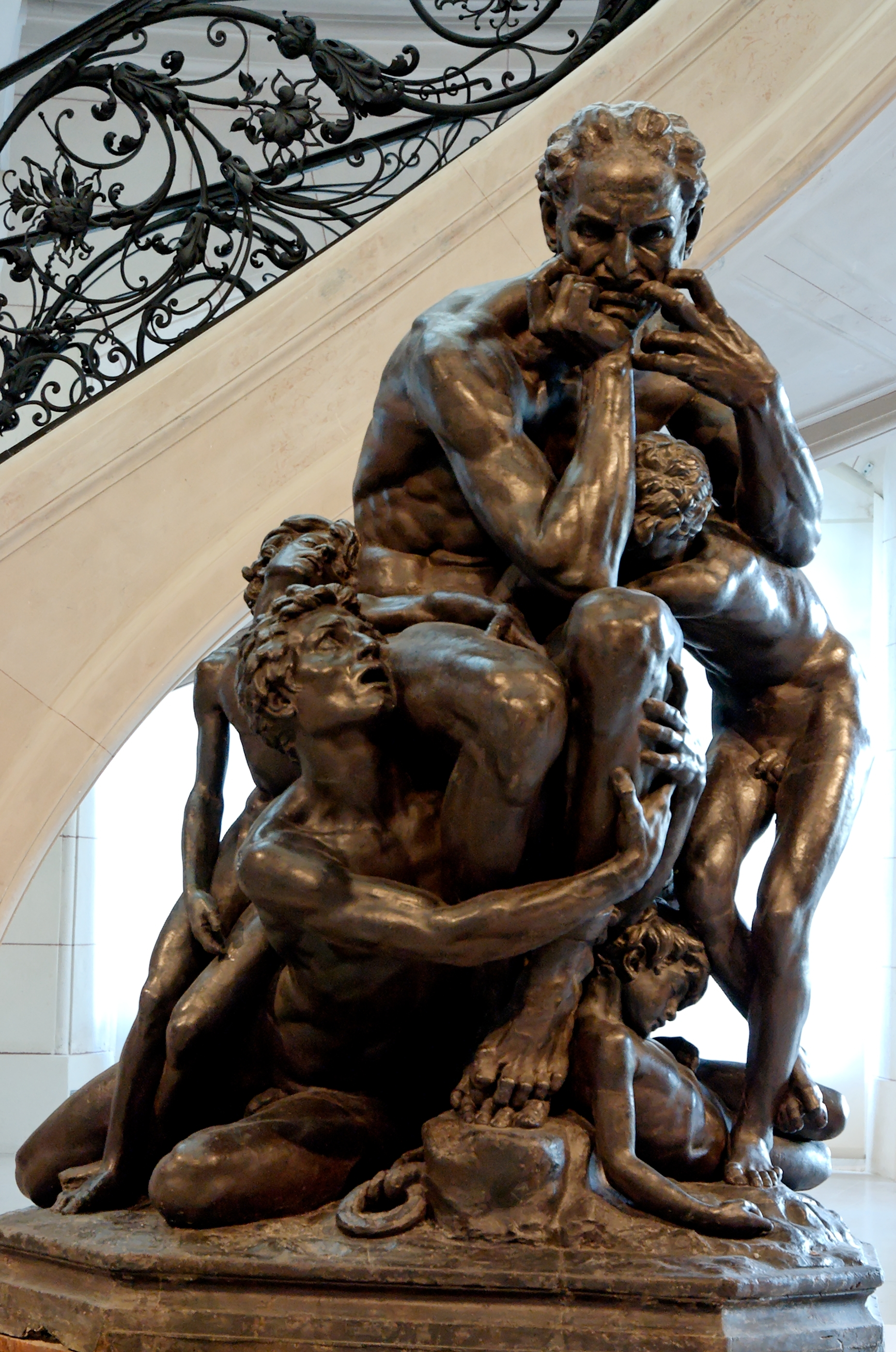
Уголино делла Герардеска и его сыновья. Ж. Б. Карпо, 1861

Приход к власти в 1250-х годах пополанов привёл к временному ослаблению пизанского нобилитета. Уголино делла Герардеска и Джованни Висконти были изгнаны из республики и нашли убежище во Флоренции. Положение осложнилось упадком партии гибеллинов после смерти в 1250 году императора Фридриха II. Битва при Тальякоццо в 1268 году означала крах претензий Гогенштауфенов на власть в Италии. На Пизу папой римским вновь был наложен интердикт, Анжуйская династия в Сицилийском королевстве изгнала пизанских купцов из городов Южной Италии, а Сардиния была объявлена владением Генуи.
В 1275 году возобновилась война со Флоренцией. По миру 1276 года Пиза согласилась на возвращение изгнанных гвельфов и предоставление флорентийцам права беспошлинной торговли через пизанский порт. Кроме того, ряд пограничных крепостей был уступлены Лукке. Вместе с гвельфами в 1276 году в Пизу вернулся граф Уголино делла Герардеска, сблизившийся в последнее время со сторонниками папы. Ему были возвращены конфискованные владения и имущество, а вскоре Уголино вновь приобрёл большое влияние в правительстве республики.
Ослаблением Пизы воспользовался её давний противник Генуя. В 1282 году возобновилась война между двумя морскими державами. Пизанцы попытались привлечь к своей борьбе против Генуи Венецианскую республику, однако 8 августа 1284 года в битве при Мелории пизанский флот под командованием Альбертино Морозини и Уголино делла Герардеска был полностью разгромлен генуэзцами. Погиб весь флот республики и несколько тысяч пизанцев. Поражение в этой битве привело к краху морского могущества Пизы. Доминирование в Западном Средиземноморье перешло к Генуе, которая также захватила пизанские владения на Корсике и Сардинии. Вскоре прекратили существование пизанские фактории в государствах крестоносцев в Палестине. В самом городе подозрения в измене Уголино делла Герардеска вызвали в 1288 году восстание прогибеллински настроенных пополанов. Уголино и его дети были арестованы и спустя несколько месяцев умерли от голода.
Воспользовавшись поражением на море, во владения Пизы вторглись сухопутные войска Флоренции и Лукки. Генуэзский флот захватил пизанскую бухту, а флорентийцы осадили город. По миру 1293 года Пиза отказалась от Корсики и Северной Сардинии, предоставила свободу торговли через свой порт и уплатила огромную контрибуцию Генуе.
В 1324 году пал Кальяри, завоёванный Арагоном, — последний оплот пизанцев на Сардинии. Пизанская морская держава прекратила существование.

## Упадок и потеря независимости (XIV — начало XV веков)
Сражение при Мелории явилось поворотным моментом в истории Пизанской республики. После него Пиза уже никогда не смогла оправиться и возобновить претензии на доминирование в Средиземноморье. Внешний горизонт политики республики резко сузился. Торговые обороты Пизы значительно упали, положив конец процветанию страны. В XIV веке направление нижнего течения реки Арно стало постепенно отклоняться от города, что затрудняло подходы к пизанской гавани крупных морских судов. Роль Пизы как средиземноморского порта стала падать. Началось заболачивание побережья, что способствовало распространению малярии в окрестностях города.
Внешняя политика Пизы в начале XIV века продолжала развиваться в русле гибеллинизма. В 1312 году в Пизу прибыл император Генрих VII, вызвав подъём патриотических сил в республике. После неожиданной смерти императора в 1313 году пизанцы избрали своим подеста́ Угуччоне делла Фаджиола, который развернул политику территориальной экспансии в Тоскане. В 1314 году пизанские войска под командованием Угуччоне завоевали Лукку, а в следующем году в битве при Монтекатини разгромили армию Флорентийской республики, усиленную неаполитанскими отрядами. Однако тиранические методы правления Угуччоне вызвали его свержение в 1316 году.
За этим последовал новый виток ослабления республики: в Лукке укрепился бывший соратник Угуччоне Каструччо Кастракани, который в 1323 году завоевал Пизу. Хотя смерть Кастракани в 1328 году восстановила независимость республики, она уже не смогла претендовать на ведущие позиции в Тоскане.
Новая война с Флоренцией из-за контроля над Луккой в 1340—1350-х годах, начавшись победой пизанцев при Альтопашо в 1341 году и завоеванием Лукки в 1342 году, завершилась флорентийской атакой бухты Пизы и захватом портовых цепей города. В 1369 году Лукка была окончательно потеряна.

Пизанская республика в 1350 г.
Красным цветом указаны года присоединений территорий, синим — потерь. Пунктиром обозначены границы областей, утраченных к 1350 г.

Внутреннее положение Пизанской республики в XIV веке отличалось крайней нестабильностью, постоянной борьбой враждующих политических группировок, частыми государственными переворотами и неудачными попытка установления синьории. Главную роль в борьбе за власть играли две партии — берголини (от итал. bergolo — простак), представляющие интересы пополанов и гибеллинов, во главе с семьёй Гамбакорта, и распанти (от итал. raspante — разбойник), опирающиеся на аристократию и гвельфов, во главе с Делла Герардеска. После смерти в 1347 году графа Раньери делла Герардеска перевес получили берголини, а генерал-капитаном Пизанской республики стал Андреа Гамбакорта (с 1351 года — его сын Франческо Гамбакорта). Однако во время визита в Пизу императора Карла IV в 1355 году в городе вспыхнули волнения, приведшие к казни императором Франческо Гамбакорта и его семьи. Власть вновь перешла к распанти. Их правление, тем не менее, продолжалось недолго: в 1369 году в Пизу вернулся Пьетро Гамбакорта, который примирился с императором и возглавил правительство республики.
В конце XIV века Пизанская республика попала в орбиту влияния усилившегося Миланского герцогства, правитель которого, Джангалеаццо I, пытался объединить под своей властью Ломбардию, Эмилию и Тоскану. В 1392 году после убийства Пьетро Гамбакорта к власти в Пизе пришёл Якопо I Аппиано, глава Совета старейшин и сторонник герцога Миланского. Якопо попытался установить в республике династическую синьорию по типу североитальянских городов-государств, однако вскоре (1398 год) скончался. Его сын и преемник Герардо в 1399 году продал Пизу Милану за 200 000 флоринов, сохранив для себя небольшое княжество Пьомбино c Эльбой и получив в 1402 году титул пфальцграфа Священной Римской империи. В результате Пизанская республика потеряла независимость, перейдя под власть Миланского герцогства.
После смерти Джангалеаццо I его наследник в Пизе Габриэле Мария Висконти в 1405 году продал город Флоренции. Хотя пизанцы, узнав об этой сделке, восстали, свергли правление миланцев и передали власть Джованни Гамбакорта, город осадила крупная флорентийская армия. После многомесячной осады и начала голода, в 1406 году Пиза капитулировала. Республика была ликвидирована, а её территория (за исключением княжества Пьомбино и Ливорно, захваченного генуэзцами) присоединена к Флоренции.

## Вторая республика (1494—1509)
Переход под власть Флоренции в 1406 году вызвал массовую эмиграцию влиятельных пизанцев из города. Государственная система Флорентийской республики была ориентирована на поддержку промышленности и торговли граждан собственно Флоренции за счёт усиленной эксплуатации подчинённых областей и городов. Обороты пизанского порта резко сократились, упало производство сельскохозяйственной продукции, а окрестности города превратились в заболоченные пустыри. Жители Пизы были лишены права участвовать в формировании органов управления флорентийской республики. Несмотря на эти факторы в Пизе продолжалось развитие городской культуры.
В период правления синьора Флоренции Лоренцо де Медичи город стал одним из центров искусства Возрождения в Тоскане, а в 1473 году был возрождён Пизанский университет, основанный ещё в 1343 году, но находившийся в глубоком кризисе. На обучение в университет Пизы были переведены многие студенты из самой Флоренции.
Республиканские традиции в Пизе и стремление к восстановлению её независимости от Флоренции были достаточно сильны на всём протяжении XV века. Поэтому как только в 1494 году на территорию Тосканы вступили войска французского короля Карла VIII, двигающиеся вдоль побережья на завоевание Неаполитанского королевства, в Пизе вспыхнуло общенародное восстание. Флорентийцы были изгнаны, провозглашена независимость и восстановлена старая республиканская конституция. Флоренция в это время была ослаблена изгнанием Медичи и установлением режима Савонаролы и не могла оказать должное сопротивление пизанскому восстанию.
Однако как только во Флоренции установилось относительно стабильное правительство, оно перешло в наступление. В 1498 году пизанцам удалось разгромить флорентийскую армию Паоло Вителли, атаковавшую город. В 1499 году была предпринята новая попытка захвата Пизы, также закончившаяся неудачно. Давление усилилось после прихода к власти Пьеро Содерини, государственным секретарём которого был Николо Макиавелли. Во Флоренции была осуществлена военная реформа, что позволило с новыми силами атаковать Пизу. В начале 1509 года город был осаждён флорентийскими войсками. После нескольких месяцев обороны и полного истощения продовольственных запасов у её жителей, 8 июня 1509 года Пиза капитулировала. В городе была восстановлена власть Флоренции.
Падение Второй Пизанской республики в 1509 году привело к ещё более массовой эмиграции, чем в 1406 году, в результате которой пизанские колонии возникли во многих городах Европы. Сам город пришёл в упадок, уступив место главного тосканского порта соседнему Ливорно. Хотя в период реставрации Медичи в Пизе вновь началось возрождение интереса к искусству и наукам, а позднее в городе работал Галилео Галилей, Пиза окончательно превратилась во второстепенный итальянский город. В 1569 году Пиза вошла в состав великого герцогства Тоскана. Население города сократилось к 1551 году до 8500 человек, а новый экономический и культурный подъём начался лишь в XVIII веке.

## Эпоха Возрождения в Пизе

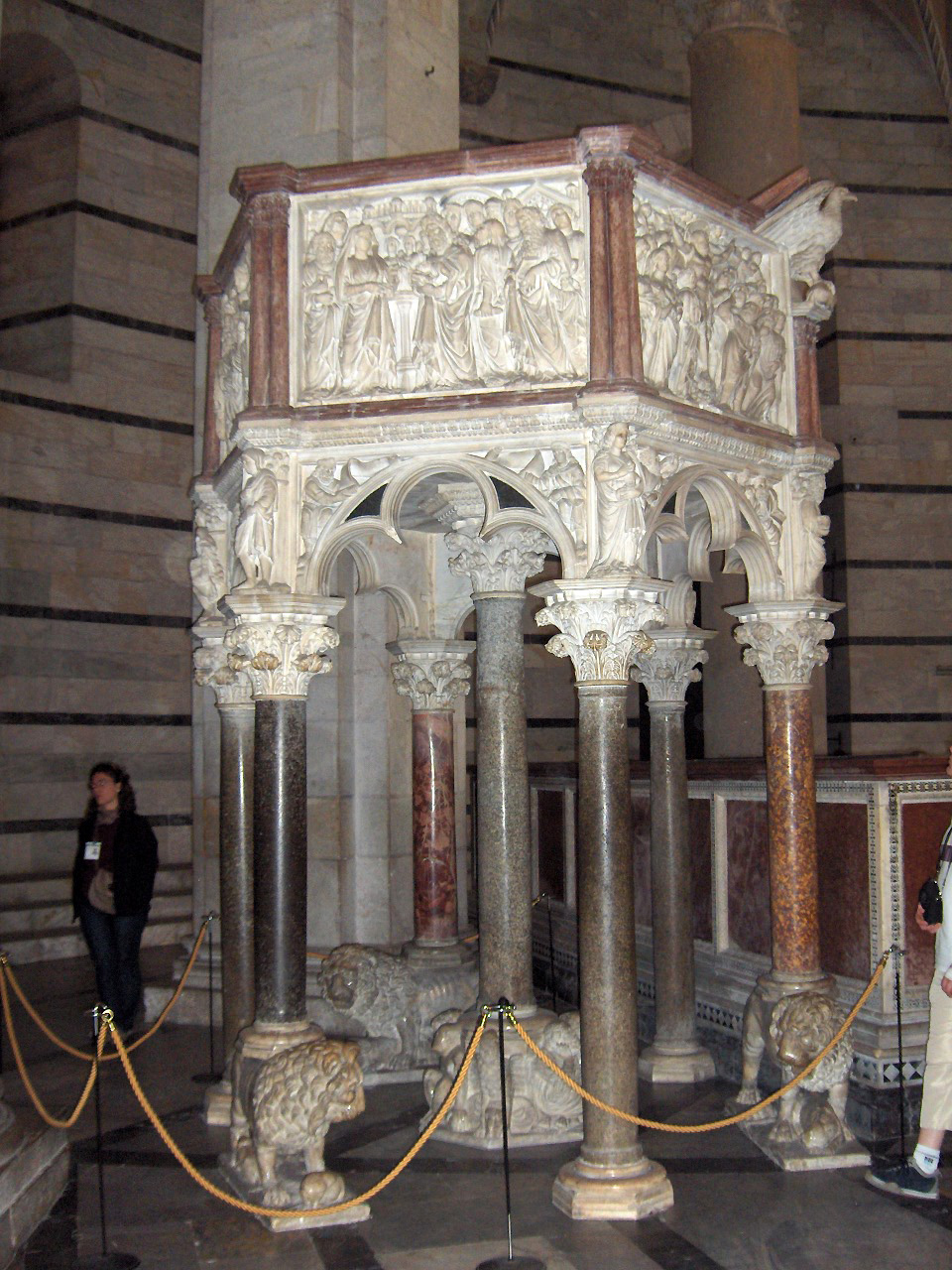
Кафедра в Пизанском баптистерии. Работа Николы Пизано, 1255—1260.

Хотя Пиза, в отличие от Флоренции, Милана, Рима и Венеции, не стала одним из общеитальянских центров искусства эпохи Возрождения, достижения её архитектуры Высокого Средневековья и формирование в Пизе в XI веке первого национального художественного стиля позволили городу занять достойное место в процессе развития культуры Ренессанса в Италии.
Крупнейший деятель пизанского искусства XIII века — Никола Пизано, стал одним из основоположников нового течения в архитектуре, скульптуре и изобразительном искусстве. По роли, которую он сыграл в становлении искусства Раннего Возрождения, значение Пизано сравнивали со значением Петрарки для литературы. Одним из его наиболее выдающихся творений стала кафедра в Пизанском баптистерии. Эта работа так ценилась пизанцами, что для её охраны был принят специальный закон и назначена регулярная стража. Николо Пизано основал целую школу итальянских скульпторов и архитекторов, главным представителем которой стал его сын Джованни Пизано (ок. 1250—1314), автор кафедры Пизанского собора и церквей Сан-Джованни и Сан-Никола в Пизе. Представители пизанской скульптурной школы (Андреа Пизано, Джованни Бальдуччо) работали в Сиене, Орвието, Флоренции, Лукке, Милане и других городах Италии.
В области изобразительного искусства Пиза уступала пальму первенства другим тосканским городам, хотя среди художников, работавших в городе, было несколько крупных деятелей Проторенессанса и Раннего Возрождения: Джунта Пизано, Орканья, Франческо Траини, Пьетро Лоренцетти, Симоне Мартини, Спинелло Аретино и другие. В XV—начале XVI века в Пизе творили Беноццо Гоццоли, Содома, Микеланджело и Джорджо Вазари.
Развивались в Пизе и общественные науки. Их центром стал университет, основанный в 1343 году, в котором существовали факультеты теологии, гражданского права, церковного права и медицины. В университете преподавал Франческо Да Бути, один из видных гуманистов XIV века и комментатор «Божественной комедии» Данте. Новый толчок к развитию университет получил в период правления Лоренцо Великолепного, который в 1476 году перевёл в Пизу значительную часть преподавательского состава университета Флоренции. В XVI веке Пизанский университет приобрёл европейскую известность, прежде всего в области ботаники, анатомии, астрономии и медицины. Из него вышел и самый знаменитый учёный-пизанец — Галилео Галилей.